# Strażnica WOP Frombork
Strażnica WOP Frombork – podstawowy pododdział graniczny Wojsk Ochrony Pogranicza.

## Formowanie i zmiany organizacyjne
Strażnica została sformowana w 1945 w strukturze 22 komendy odcinka Braniewo jako 106 strażnica WOP (Frauenberg) o stanie 56 żołnierzy. Kierownictwo strażnicy stanowili: komendant strażnicy, zastępca komendanta do spraw polityczno-wychowawczych i zastępca do spraw zwiadu. Strażnica składała się z dwóch drużyn strzeleckich, drużyny fizylierów, drużyny łączności i gospodarczej. Etat przewidywał także instruktora do tresury psów służbowych oraz instruktora sanitarnego.
W maju 1952 strażnica została rozformowana, a jej odcinek przejęła strażnica nr 107, która dla należytego zabezpieczenia Zalewu Wiślanego, wystawiła placówkę w m. Pasarga.

## Wydarzenia
- 14 stycznia 1945 patrol strażnicy zatrzymał mężczyznę wiozącego cztery karabiny, jeden pistolet maszynowy i ok. 20 sztuk amunicji[5].

## Strażnice sąsiednie
105 strażnica WOP Neukrug ⇔ 107 strażnica WOP Hemmersdorf – 1946.

## Komendanci/dowódcy strażnicy
- por. Mikołaj Czaban (był w 10.1946)[a].
- sierż. Józef Tałaj p.o. (09.08.1949–01.11.1950)[7]
- chor. Stanisław Zdzichowski (od 1951)
- ppor. Kazimierz Zapolski (od 09.1951).